# Paul Schubert (Märtyrer)
Paul Schubert (* 1873 in Jekaterinowka bei Jamburg, Ukraine, Russisches Kaiserreich; † 20. September 1937 in Medweschjegorsk, Sowjetunion) war ein russlanddeutscher römisch-katholischer Geistlicher und Märtyrer.

## Leben
Paul Schubert wuchs im Bistum Tiraspol auf. Er studierte Theologie im Priesterseminar Saratow und wurde am 8. September 1897 zum Priester geweiht. Die Stationen seines Wirkens waren: 1901 Semjenowka (Kuban), 1914 Pfarrer und Dekan in Simferopol, 1928 Pfarrer in Odessa. 1932 wurde er verhaftet, wurde zu fünf Jahren Gulag verurteilt und kam in das Lager Swirstroj in Lodeinoje Pole sowie im März 1937 in den Gulag BelBaltLag zum Bau des Weißmeer-Ostsee-Kanals. Dort wurde er am 20. September 1937 zum Tode verurteilt und noch am selben Tag erschossen.

## Gedenken
Die Römisch-katholische Kirche in Deutschland nahm Pfarrer Paul Schubert als Märtyrer in das deutsche Martyrologium des 20. Jahrhunderts auf.